# 知多市立旭北小学校
知多市立旭北小学校（ちたしりつきょくほくしょうがっこう）は、愛知県知多市日長にある公立小学校。

## 概要
- 校区は長浦1-3丁目、日長の一部、日長東田1-3丁目、新舞子の一部、新舞子東町1・2丁目、旭1-4丁目である。公立中学校の進学先は知多市立知多中学校である[1]。
- 旧・知多郡旭町の小学校であった。

## 沿革
- 1873年（明治6年） - 
  - 森村に森学校が開校する。
  - 松原村に開明学校が開校する。
- 1874年（明治7年） - 森学校と開明学校を統合し、日長学校となる。
- 1878年（明治11年）12月28日 - 森村、鍛冶屋村、松原村が合併し、日長村となる。
- 1887年（明治20年） - 尋常小学日長学校に改称する。
- 1889年（明治22年）10月1日 - 町村制により日長村が発足。
- 1892年（明治25年） - 日長尋常小学校に改称する。
- 1893年（明治26年） - 南日長尋常小学校と北日長尋常小学校に分立する。
- 1906年（明治39年）4月10日 - 金沢村と日長村と合併し旭村が発足する。
- 1907年（明治40年） - 南日長尋常小学校と北日長尋常小学校を統合し、日長尋常小学校となる。
- 1909年（明治42年） - 旭北尋常小学校に改称する。
- 1918年（大正7年） - 実業補習学校を併設する。
- 1941年（昭和16年）4月1日 - 旭北国民学校に改称する。
- 1947年（昭和22年）4月1日 - 旭村立旭北小学校に改称する。
- 1952年（昭和27年）4月1日 - 旭村が町制施行し、旭町となる。同時に旭町立旭北小学校に改称する。
- 1955年（昭和30年）4月1日 - 八幡町、岡田町、旭町が合併し、知多町が発足。同時に知多町立旭北小学校に改称する。
- 1970年（昭和45年）9月1日 - 知多町が市制施行し知多市となる。同時に知多市立旭北小学校に改称する。
- 1971年（昭和46年） - 新校舎（鉄筋コンクリート造）が完成する。
- 1972年（昭和47年） - 校舎を増築する。
- 1975年（昭和50年） - 校舎を増築する。
- 1976年（昭和51年） - 体育館が完成する。

## 交通アクセス
- 名鉄常滑線日長駅下車、徒歩約40分。
- 知多バス日長団地線「日長団地西」バス停より徒歩約20分。

## 周辺施設
- 知多市立知多中学校